# Jenny Johnson Jordan
Jennifer A. Johnson-Jordan (ur. 8 czerwca 1973 w Los Angeles) – amerykańska siatkarka plażowa, wicemistrzyni Świata z 1999 roku wraz z Annett Davis. W 2003 roku mogły powtórzyć sukces sprzed czterech lat, jednak przegrały w półfinale z brazylijską parą Bede - Behar. W meczu o trzecie miejsce zagrały przeciwko Australijkom Natalie Cook i Nicole Sanderson, z którymi przegrały 2-0 zajmując ostatecznie czwarte miejsce. Para brała również udział w Igrzyskach Olimpijskich w 2000 roku, gdzie zajęła piąte miejsce.
Johnson Jordan była asystentką trenera siatkówki żeńskiej drużyny w Windward School w Los Angeles w Kalifornii. Obecnie jest zastępcą głównego trenera w siatkówce plażowej w UCLA, którym pomogła zdobyć mistrzowski tytuł kraju 2018 i 2019. 